# 학동만
학동만(鶴洞灣)은 경상남도 거제시 동부면 학동리 수산마을 남단과 남부면 다대리 함목마을 북단을 연결한 선내에 있는 해역이다.